# Mordviken
Mordviken är en by i Bräcke distrikt (Bräcke socken) i Bräcke kommun, Jämtlands län, belägen vid Revsundssjön, norr om tätorten Bräcke.

## Namnet
En fornsägen berättar att byn ursprungligen hette Norrviken. Byn ska enligt sägen ha fått sitt namn Mordviken enligt följande: "I begynnelsen av kristna lärans insteg i bygden, voro Norrviksborna mycket ogudaktiga, varför prästen på orten häftigt förebrådde dem deras ondska. I ilska däröver tog Norrviksborna i samförstånd med Sörvikens (Grönvikens) invånare, prästen och rodde honom ut till en stor, sig över vattenytanhöjande sten, mitt i sjön mellan Norrviken och Sörviken, vilket än idag kallas Präststenen, satte prästen på stenen och lämnade honom där; meningen var att låta honom svälta ihjäl.
Men prästen var simkunnig och simmade iland vid Monäset (förr även benämnt "Mordnäset"). Norrviksborna hade dock blivit varse honom, och passade på honom vid stranden där de slog ihjäl honom. För denna ogärnings skull, fick byn för all framtid bära det otrevliga namnet Mordviken.
En annan teori om byns namn är att Mordviken förut varit Mårdviken. Förledet '"mård" ska då ha syftat på skog och namnet Mårdviken skulle då betytt "viken vid skogen". Förr lär också Jämtskogen ha börjat här. Namnet Mårdviken kan jämföras med andra sammansatta namn med namnledet "mård", som Kolmården och Ödmården.